# Los malvados de Battersea
Los malvados de Battersea es una novela infantil de Joan Aiken publicada por primera vez en 1964. El segundo libro de las Crónicas de los Lobos, es vagamente una secuela de su anterior Lobos de Willoughby Chase. El libro está ambientado en una Inglaterra histórica ligeramente alterada, durante el reinado del rey James III, a principios del siglo XIX, y sigue las aventuras de Simon, un huérfano cuyos planes de estudiar pintura en Londres se ven frustrados por una gran aventura. Aiken se inspiró para crear una atmósfera de eventos importantes que ya habían ocurrido fuera del escenario (a lo que ayudó el hecho de que una gran parte del comienzo tuvo que omitirse debido a la extensión), y también incluyó una "trama dickensiana" complicada que ella creía para complementar la costumbre que tienen muchos niños de releer o que les relean un libro.

## Adaptación televisiva
En 1995, James Andrew Hall adaptó el libro a una serie de televisión de James Andrew Hall, que se emitió en BBC1 del 31 de diciembre de 1995 al 11 de febrero de 1996.

### Casting
- Mark Burdis como Scrimshaw
- Jade Williams como Dido
- Roger Bizley como Capitán Oscuro
- Annette Badland como Dolly Hebilla
- John Altman como Midwink
- Gemma Sealey como Sophie
- William Mannering como Simón

## Adaptación radiofónica
Una dramatización de BBC Radio de Lin Coghlan, dirigida por Marc Beeby, de la clásica aventura infantil de Joan Aiken. Protagonizada por Joe Dempsie como Simon, Nicola Miles-Wilden como Dido y Emerald O'Hanrahan como Sophie.
Primera parte: El joven Simon llega al Londres del siglo XVIII para estudiar pintura y se ve envuelto en perversos planes hannoverianos para derrocar al rey.
Emisiones: BBC Radio 4, 14:15 miércoles 23 de diciembre de 2009. 14:15 miércoles 21 de diciembre de 2011.
Segunda parte: Para salvar al rey de los conspiradores hannoverianos, Simon y Sophie primero deben sufrir un naufragio, ataques de lobos y escapar por los pelos de un castillo en explosión, en un globo aerostático.
Emisiones: BBC Radio 4, 14:15, jueves 24 de diciembre de 2009. 14:15, jueves 22 de diciembre de 2011.

### Lista de reparto
- Joe Dempsie como Simon
- Nicola Miles Wildin como Dido
- Esmeralda O'Hanrahan como Sophie
- John Rowe como el duque
- Sheila Reid como la duquesa
- Ben Crowe como Cobbe
- Annabelle Dowler como la señora Cobbe
- Rhys Jennings como el señor Twite
- Tessa Nicholson como la señora Twite
- Sam Pamphilon como Justin
- Nigel Hastings como el señor Buckle
- Kate Layden como la señora Buckle
- Bruce Alexander como el doctor Furneaux
- Ewan Hopper como el doctor Field
- John Biggins como Mogg
- Joseph Cohen Cole como Gus
- Piers Wehner como Jabwing
- Kate Layden

- Datos: Q4920909

1. ↑  Aiken, Joan (1976).  Geoff Fox; Graham Hammond; Terry Jones et al., eds. Writers, Critics, and Children. New York: Agathon Press. pp. 19–21. ISBN 0-87586-054-0.
2. ↑  Black Hearts in Battersea, British Broadcasting Corporation (BBC), 31 de diciembre de 1995, consultado el 16 de octubre de 2022.
3. ↑  Afternoon Drama: Black Hearts in Battersea, BBC Radio 4